# Sumpinghayu
Sumpinghayu is een bestuurslaag in het regentschap Cilacap van de provincie Midden-Java, Indonesië. Sumpinghayu telt 1010 inwoners (volkstelling 2010).